# Великая Павловка
Великая Павловка (укр. Велика Павлівка) — село, Великопавловский сельский совет, Зеньковский район, Полтавская область, Украина.
Код КОАТУУ — 5321381401. Население по переписи 2001 года составляло 1813 человек.
Является административным центром Великопавловского сельского совета, в который, кроме того, входят сёла Фёдоровка и Черняки.

## Географическое положение
Село Великая Павловка находится у истоков реки Тарапунька, примыкает к селу Бобровник. По селу протекает пересыхающий ручей с запрудой. Рядом проходит автомобильная дорога Т-1706.

## История
- В 1710 году село Великая Павловка упоминается в универсале гетмана И. Скоропадского. Входило в состав 2-й Зенковской сотни Гадяцкого полка.[2]
- В середине XIX века здесь было широко развито кустарное производство деревянных курительных трубок в медной оправе. Эти трубки были известны в торговле под именем «Зинькивок» (Зеньковок) и расходились далеко за пределы губернии, но потом промысел пришёл в упадок.[3]
- Документы Успенской церкви есть в Полтавском областном архиве[4] и в центральном историческом архиве Украины в городе Киеве[5]
- Есть на карте 1812 года как Павловка.[6]

## Экономика
- Молочно-товарная ферма;
- ООО «Агросервис».

## Объекты социальной сферы
- Школа;
- Дом культуры;
- Детсад «Берёзка»

## Известные уроженцы
- Антощенко-Оленев, Валентин Иосифович (1900—1984) — советский художник-график.
- Андрущенко, Мефодий Трофимович (1911—2007) — Герой Социалистического Труда.